# Élections régionales de 1972 en Bade-Wurtemberg
Les élections régionales de 1972 en Bade-Wurtemberg (en allemand : Landtagswahl in Baden-Württemberg 1972) se tiennent le 23 avril 1972, afin d'élire les 120 députés de la 6e législature du Landtag pour un mandat de quatre ans.
Le scrutin est marqué par une nouvelle victoire de la CDU, qui remporte pour la première fois la majorité absolue après 20 ans au pouvoir en coalition. Le ministre-président Hans Filbinger est alors investi pour un troisième mandat.

## Contexte
Aux élections régionales du 28 avril 1968, la CDU du ministre-président Hans Filbinger vire en tête avec 44,2 % des voix et 60 députés. Comme le parti a remporté plus de sièges de circonscriptions que la proportionnelle ne lui en attribue, la taille du Landtag est augmenté à 127 sièges. 
La deuxième place revient au SPD du ministre de l'Intérieur Walter Krause, qui totalise 29 % des suffrages exprimés, ce qui lui donne 37 élus. Il est suivi par le FDP qui remonte jusqu'à 14,4 % des voix et 18 parlementaires. Enfin, le scrutin est marqué par la percée des néo-nazis du NPD, qui entrent en force au sein de l'assemblée parlementaire en réunissant 9,8 % des suffrages et 12 députés.
Filbinger est ensuite investi pour un deuxième mandat à la tête d'une « grande coalition » entre la CDU et le SPD, dont Krause reste vice-ministre-président et ministre de l'Intérieur, alors qu'une « coalition noire-jaune » unissant la CDU et le FDP aurait disposé d'une majorité solide.

## Mode de scrutin
Le Landtag est constitué de 120 députés (en allemand : Mitglied des Landtags, MdL), élus pour une législature de quatre ans au suffrage universel direct et suivant le scrutin proportionnel de Sainte-Laguë.
Chaque électeur dispose d'une voix, qui compte double. Elle est d'abord attribuée au parti politique dont le candidat est le représentant, puis elle permet de déterminer le score du candidat dans sa circonscription, le Land comptant un total de 70 circonscriptions.
Lors du dépouillement, l'intégralité des 120 sièges est répartie en fonction de la première attribution, à condition qu'un parti ait remporté 5 % de ces voix au niveau du Land (les voix des candidats indépendants sont donc exclues de ce décompte). Cette répartition est ensuite répétée au niveau des quatre districts. Si un parti a remporté des mandats avec la deuxième attribution, ses sièges sont d'abord pourvus par ceux-ci. Les sièges restants sont ensuite comblés par les candidats des circonscriptions non-élus, dans l'ordre décroissant de leur résultat en pourcentage.
Dans le cas où un parti obtient plus de mandats au scrutin uninominal que la proportionnelle ne lui en attribue, la taille du Landtag est augmentée jusqu'à rétablir la proportionnalité.

## Campagne

### Principales forces
| Parti | Parti                                                                              | Chef de file                            | Résultats de 1968          |
| ----- | ---------------------------------------------------------------------------------- | --------------------------------------- | -------------------------- |
|       | Union chrétienne-démocrate d'Allemagne Christlich Demokratische Union Deutschlands | Hans Filbinger (Ministre-président)     | 44,2 % des voix 60 députés |
|       | Parti social-démocrate d'Allemagne Sozialdemokratische Partei Deutschlands         | Walter Krause (Ministre de l'Intérieur) | 29,0 % des voix 34 députés |
|       | Parti libéral-démocrate Freie Demokratische Partei                                 | Johann Peter Brandenburg                | 14,4 % des voix 18 députés |

## Résultats

### Voix et sièges
| Parti                             | Parti                                        | Voix      | Voix  | Sièges | Sièges        | Sièges | Sièges | Sièges        |
| Parti                             | Parti                                        | Votes     | %     | MU1    | +/-           | Liste  | Total  | +/-           |
| --------------------------------- | -------------------------------------------- | --------- | ----- | ------ | ------------- | ------ | ------ | ------------- |
|                                   | Union chrétienne-démocrate d'Allemagne (CDU) | 2 513 808 | 52,92 | 60     | en stagnation | 5      | 65     | 5             |
|                                   | Parti social-démocrate d'Allemagne (SPD)     | 1 784 416 | 37,56 | 10     | 1             | 35     | 45     | 8             |
|                                   | Parti libéral-démocrate (FDP)                | 424 685   | 8,94  | 0      | 1             | 10     | 10     | 8             |
|                                   | Parti communiste allemand (DKP)              | 21 973    | 0,46  | 0      | Nv.           | 0      | 0      | Nv.           |
|                                   | Parti national-démocrate d'Allemagne (NPD)   | 0         | 0,00  | 0      | en stagnation | 0      | 0      | 12            |
|                                   | Autres                                       | 5 755     | 0,12  | 0      | en stagnation | 0      | 0      | en stagnation |
|                                   |                                              |           |       |        |               |        |        |               |
| Votes valides                     | Votes valides                                | 4 750 637 | 99,00 |        |               |        |        |               |
| Votes blancs et nuls              | Votes blancs et nuls                         | 48 138    | 1,00  |        |               |        |        |               |
| Total                             | Total                                        | 4 798 775 | 100   | 70     | en stagnation | 50     | 120    | 7             |
| Abstentions                       | Abstentions                                  | 1 199 952 | 20,00 |        |               |        |        |               |
| Nombre d'inscrits / participation | Nombre d'inscrits / participation            | 5 998 727 | 80,00 |        |               |        |        |               |